# Иванов, Леонид Михайлович
Леони́д Миха́йлович Иванов (8 ноября 1909, Санкт-Петербург, Российская империя — 11 января 1972, Москва, РСФСР, СССР) — советский историк, доктор исторических наук (1957), ветеран Великой Отечественной войны.
Работал в Институте истории АН СССР, с 1968 года — в Институте истории СССР. Автор семи монографий.

## Биография
Леонид Михайлович Иванов родился 8 ноября 1909 года в Санкт-Петербурге, Российская империя. В 1911 году семья переехала в Кострому.
Детство и юность Леонида Михайловича прошли в волжских городах Центральной России. Окончив среднюю школу в Костроме в 1929 году, он поступил на историко-экономическое отделение Ярославского педагогического университета. Во втором курсе начал работать в ряде техникумов, а в 1932 году после окончания института переехал в город Иваново, где стал преподавателем в вечерней совпартшколе.
В 1933 году поступил в аспирантуру Исторического музея Москвы, которую окончил в 1936 году. В 1936—1937 гг. работал экскурсоводом в Музее революции. Осенью 1937 года был принят младшим научным сотрудником в Институт истории АН СССР. С 1926 по 1939 года, являясь членом ВЛКСМ, вёл активную социальную работу: был редактором стенгазеты, секретарём бюро ВЛКСМ, пропагандистом.
С началом Великой Отечественной войны ушёл добровольцем на фронт: сначала рядовым в ополчение и батальон истребителей города Москвы. С января 1942 года находился в действующей армии на Калининском фронте. В декабре 1941 года вступил в ряды КПСС, весной 1942 года был назначен агитатором полка и получил первое командирское звание — младший политрук. В 1943 году был ранен и демобилизован из армии в звании капитана. За участие в войне в 1943 году был награжден медалью «За отвагу», а в 1945 году орденом «Знак почета».
В 1943 году вернулся на работу в Институт истории АН СССР и до осени 1946 года занимал должность учёного секретаря. В 1946—1948 гг. по распоряжению руководящих органов являлся заместителем директора Института истории АН Украинской ССР. Одновременно Л. М. Иванов оставался старшим научным сотрудником Института истории АН СССР.
В 1951 году решением дирекции Института Леонид Михайлович был назначен временно исполняющим обязанности заведующего Сектором истории СССР XIX — начала XX века, и с этого года стал членом Учёного совета Института. В 1958 году стал заведующим Сектором истории СССР периода капитализма.
С 1966 году он возглавил секцию «Основные закономерности и особенности развития России в период империализма» Научного совета АН СССР по комплексной проблеме «История Великой Октябрьской социалистической революции», руководил Группой по изучению истории пролетариата России Института истории СССР.
Леонид Михайлович Иванов был освобождён от должности заведующего сектором Института истории СССР АН СССР в 1971 г. из-за проблем со здоровью.

## Научная деятельность
Свою научную работу Леонид Михайлович начал с изучения российского крестьянства. В 1939 году он защитил диссертацию на степень кандидата исторических наук на тему «Государственные крестьяне Московской губернии и реформа Киселёва». В 1946 году напечатал большую статью на эту тему, опубликованную в журнале Исторические записки.
Со второй половины 40-х годов учёный был привлечён к написанию коллективного труда «История СССР (1856—1894)», посвященного народам России. Опираясь на широкий круг опубликованных источников и дореволюционной литературы, он предпринял всесторонний анализ истории народов Севера, показал национальный состав населения в северных губерниях и особенности проведения здесь крестьянской реформы.
С начала 50-х годов главной исследовательской темой ученого становится история буржуазно-демократической революции на Украине. Он публикует статьи о роли пролетариата в интернациональном сплочении украинского и русского народов, о борьбе моряков торгового флота Одессы в 1905—1906 гг., об октябрьской политической стачке на Украине, о массовом движении горнозаводских рабочих Донбасса летом 1906 г.
В 1955 г. в сборнике «Революция 1905—1907 гг. в национальных районах России» была напечатана статья Л. М. Иванова «Революция 1905—1907 гг. на Украине». Эта статья явилась сокращенным вариантом монографии, которая была защищена им в 1956 г. в качестве докторской диссертации.
Очередной темой научных исследований Л. М. Иванова стала история землевладения и способов ведения помещичьего хозяйства на Украине в конце XIX — начале XX вв., связанная с предпосылками революции 1905 г. Этому вопросу посвящены его статьи «Распределение землевладения на Украине накануне революции 1905—1907 гг.» (1957) и «О капиталистической и отработочной системах в сельском хозяйстве помещиков на Украине в конце XIX в.» (1961). В 1959 г. он опубликовал источниковедческую статью «Дела о привлечении крестьян к ответственности по 103 и 246-й статьям как источник для изучения крестьянских настроений накануне первой революции»
В конце 50-х — начале 60-х годов Л. М. Иванов опубликовал в центральных исторических журналах и сборниках ряд историографических статей: «К вопросу о формировании промышленного пролетариата в России», «Состояние и задачи изучения истории пролетариата в России», «Изучение истории пролетариата России — важнейшая задача советских историков», «Некоторые итоги и задачи изучения истории нового революционного подъема (1910—1914 гг.)».
Л. М. Иванов вёл обширную редакторскую работу. В разное время он являлся ответственным редактором 17-ти научных изданий. Среди них сборники документов о рабочем движении в России в XIX и в начале XX вв., по истории революции 1905—1907 гг. (с 1955 по 1965 г. вышло 18 томов), по истории крестьянского движения, коллективный труд по истории рабочего класса России, сборники статей, монографии сотрудников сектора Института истории.
Л. М. Иванов входил в состав редколлегий 20 коллективных научных трудов, учебника по истории СССР для вузов, целого ряда сборников статей. В 1951—1953 годах был членом редколлегии журнала «Исторические записки».

### Основные работы
- Иванов Леонид Михайлович. Государственные крестьяне Московской губернии и реформа Киселева // Исторические записки. — 1945. — Том 17. — С. 76—129.
- Иванов Леонид Михайлович. Совместная борьба украинского и русского пролетариата в конце XIX — начале XX века // Вопросы истории. — 1954. — № 5. — С. 5—7.
- Иванов Леонид Михайлович. Преемственность фабрично-заводского труда и формирование пролетариата в России // Рабочий класс и рабочее движение в России 1861—1917. — М., 1966.
- Иванов Л. М., Тютюкин С. В. Некоторые вопросы истории рабочего класса России. (Обзор направлений в изучении темы) // Вестник АН СССР. — 1968. — № 11. — С. 89.
- Иванов Леонид Михайлович. К вопросу о страховании рабочих в России // Исследования по социально-политической истории России. Труды ЛОИИ. — Л., 1971.
- Иванов Леонид Михайлович. Некоторые вопросы социального развития рабочего класса  России в 1900—1913 гг. // Рабочий класс России в период буржуазно-демократических революций. — М., 1978.
- Иванов Леонид Михайлович. Закон 1903 г. о вознаграждении увечных рабочих и его практическое применение // Рабочее движение в России в период империализма. — М., 1982.
- Иванов Леонид Михайлович. Распределение землевладения на Украине накануне революции 1905—1907 гг. — Киев, 1995.

## Примечание
1. 1 2  Ivanov, Leonid Michajlovič // Чешская национальная авторитетная база данных
2. ↑  РАН. Список всех сотрудников, принимавшие участие в ВОВ. Дата обращения: 29 июня 2022. Архивировано 15 июня 2022 года.
3. ↑  Архив РАН. Список сотрудников.
4. ↑  Библиография журнала «Исторические записки». Дата обращения: 1 июня 2019. Архивировано 1 июня 2019 года.